# Im Haus meiner Eltern
Im Haus meiner Eltern ist der abendfüllende Spielfilm des Filmregisseurs Tim Ellrich aus dem Jahr 2025, den er als Abschlussfilm an der Filmakademie Baden-Württemberg gedreht hat. Der Film feierte seine Weltpremiere im Rahmen des Hauptwettbewerbs der Tiger Competition des Internationalen Filmfestivals Rotterdam und gewann anschließend den Spezialpreis der Jury. Im April 2025 kam der Film in die deutschen Kinos.

## Handlung
Im Haus seiner Eltern führt Sven ein zurückgezogenes Leben in völliger Isolation. Seit Jahrzehnten bleibt er vom Familienleben abgeschottet und zieht sich immer weiter in seine eigene Welt zurück. Seit er vor 30 Jahren an Schizophrenie erkrankt ist, lebt Sven auf dem Dachboden des Elternhauses. Was in ihm vorgeht, bleibt für alle ein Rätsel. Die Familie hat sich stillschweigend mit dieser Situation arrangiert. Nur Holle, Svens Schwester, konnte diese Stagnation nie vollständig akzeptieren, hat jedoch wegen ihrer Praxis als Geistheilerin wenig Zeit, sich um den Bruder zu kümmern. Die fragile Harmonie zerbricht, als die Mutter unerwartet ins Krankenhaus kommt. Holle sieht sich nun zunehmend mit dem psychischen und auch den wachsenden physischen Problemen ihres Bruders konfrontiert.

## Produktion
Als Abschlussfilm in Ludwigsburg hatte der Film den Titel Tal der Könige. Der Film wurde vom 11. Oktober bis Ende November 2022 in Halle sowie in Osnabrück im Haus der Großeltern des Regisseurs gedreht.
Bis auf die Kostümbildnerin waren alle Mitglieder der technischen Crew Absolventen der Filmakademie Baden-Württemberg.
Er ist der erste Spielfilm, der innerhalb des Fifty-Fifty-Abkommens zwischen der Mitteldeutschen Filmförderung und dem ZDF/Das kleine Fernsehspiel realisiert wurde. Die Besetzung besteht aus deutschen Schauspielern und Schauspielerinnen, während der Laiendarsteller Jens Brock den an Schizophrenie erkrankten Bruder spielt. Ein Großteil der Handlung basiert auf Tim Ellrichs Familiengeschichte und ist inspiriert von der Beziehung der Mutter des Regisseurs mit ihrem an Schizophrenie erkrankten Bruder in den letzten Jahren seines Lebens.
Der Film wurde als einziger deutscher Beitrag für die Tiger Competition des Internationalen Filmfestivals Rotterdam 2025 nominiert. Am 10. April 2025 kam der Film in die deutschen Kinos. Ebenfalls im April 2025 wird er beim Lichter Filmfest vorgestellt.

## Auszeichnungen
- Hessischer Drehbuchpreis 2021 für Im Haus meiner Eltern.[6]
- Preis der Jury beim Internationalen Filmfestival Rotterdam 2025.[7]
- Lobende Erwähnung beim Lichter Filmfest 2025.[8]